# LeVar Burton
Levardis Robert Martyn Burton Jr., mer känd som LeVar Burton, född 16 februari 1957 i Landstuhl, Tyskland, är en amerikansk skådespelare mest känd för rollen som Kunta Kinte i Rötter och som Geordi La Forge i Star Trek: The Next Generation.
Burton har också gjort en minnesvärd rollgestaltning i En på miljonen (1978).

## Tidiga år
Burton föddes 1957 av amerikanska föräldrar vid det amerikanska militärsjukhuset Landstuhl Regional Medical Center i Västtyskland. Fadern, Levardis Robert Martyn Burton, var en fotograf för den amerikanska arméns signalkår, Signal Corps, och på den tiden stationerad vid Landstuhl. Modern, Erma Jean (född Christian), var utbildare, socialarbetare och administratör.

Burton och hans två systrar uppfostrades av hans mor i Sacramento, Kalifornien.

Efter en katolsk uppfostran så skrevs Burton, tretton år gammal, in en katolsk skola för att studera till präst, men bestämde till slut sig för att sjutton år gammal påbörja en skådespelarkarriär i stället, och tog examen vid University of Southern Californias School of Theater.

## Filmografi (urval)
- 1977 - Rötter (TV-serie)
- 1978 – En på miljonen
- 1980 – Människojägaren
- 1990-1996 - Captain Planet and the Planeteers (röst i TV-serie)
- 1987-1994 - Star Trek: The Next Generation (TV-serie)
- 1994 – Star Trek: Generations
- 1996 – Star Trek: First Contact
- 1998 – Star Trek: Insurrection
- 2002 – Star Trek: Nemesis

## Böcker
- Aftermath (science fiction), 1997, ISBN 0-446-67960-7